# Nemoria radiolinea
Nemoria radiolinea är en fjärilsart som beskrevs av Louis Beethoven Prout 1916. Nemoria radiolinea ingår i släktet Nemoria och familjen mätare. Inga underarter finns listade i Catalogue of Life.